# Poospiza ornata
Poospiza ornata е вид птица от семейство Тангарови (Thraupidae).

## Разпространение
Видът е разпространен в Аржентина.